# Mihkel Lepper
Mihkel Lepper (auch Mihhail Lepper; * 29. Februarjul. / 13. März 1900greg. in Warschau; † 2. Mai 1980 in Stockholm) war ein estländischer Stummfilmpionier.

## Leben und Film
Mihkel Lepper wurde in Warschau geboren, das damals zum russischen Weichselland gehörte.
Nach dem Ersten Weltkrieg arbeitete Lepper bei der von den Brüdern Konstantin und Theodor Märksa gegründeten estnischen Filmgesellschaft Estonia-Film in Tallinn.
In den 1920er Jahren trat er als Mitwirkender in populären Stummfilmen auf. Er war in zwei frühen estnischen Stummfilmen in Charakterrollen zu sehen: im Historiendrama Mineviku varjud spielte er 1924 den Komtur Konrad von Eulenberg, im spannenden Streifen Tšeka komissar Miroštšenko von 1925 die Titelrolle. 1924 war Lepper verantwortlicher Redakteur der Kinozeitschrift Film ja Ekraan („Film und Leinwand“). Nach zwei Ausgaben im März und April wurde die Zeitschrift allerdings wieder eingestellt.
1929 drehte er seinen einzigen Film als Regisseur, die estnische Komödie Dollarid. Der Film ist verschollen. Im selben Jahr spielte er in dem estnischen Historiendrama Jüri Rumm mit. In beiden Filmen war Konstantin Märska für die Kamera verantwortlich. Seinen Lebensunterhalt verdiente Lepper derweil beim größten estnischen Busunternehmen, der 1926 gegründeten Aktiengesellschaft OÜ Mootor.
Mit der Umsiedlung der Deutsch-Balten im Zuge des Hitler-Stalin-Pakts zog Lepper 1940 nach Deutschland. Er war als Frontphotograph in Frankreich tätig. Außerdem drehte er Lehrfilme für die damalige Landesfilmstelle. Nach dem Zweiten Weltkrieg lebte Lepper in Schweden. Er war in Stockholm als freischaffender Photograph tätig. Dort starb er in hohem Alter.
Mihkel Lepper ist der Großvater der schwedischen Filmproduzenten Hillar und Andi Loor.